# Hannah med H
Hannah med H (dt. „Hannah mit H“) ist ein schwedisches Teenager-Drama aus dem Jahr 2003, welches auf dem Roman Ett annat sätt att vara ung von Per Nilsson basiert.

## Handlung
Die 18-jährige Hannah ist zu Hause ausgezogen und versucht auf ihre eigene Weise, das Leben zu entdecken. Ihren Lebensweg zeichnet sie mit Gedichten und kleinen Prosatexten nach. Ebenso verspürt sie dabei den Drang, die Welt ein wenig zu verbessern. Dabei sind ihr Schule und Partys mit Gleichaltrigen egal. Sie begegnet dem Lehrer Jens, der von ihr fasziniert ist und ihre Gedichte mag. Er zeigt Verständnis für ihren unkonventionellen Lebensstil. Sie beginnen, sich regelmäßig zu treffen.

## Kritik
Der Film erhielt überwiegend negative Kritiken, sowohl seitens professioneller Filmkritiker als auch seitens des Publikums. So zählt die Seite Rotten Tomatoes bei 228 abgegebenen User-Stimmen gerade mal eine Zustimmung von 25 %. (Stand: 1. Juni 2012)
Karolina Fjällborg von Aftonbladet meint, dass es schön wäre, diesen Film zu mögen, es aber schwer fiele (Det vore trevligt att gilla den här filmen, men det är faktiskt ganska svårt.). Obwohl Tove Edfeldt einen guten Job mache, sei ihr Charakter kein nettes Mädchen (Så även om Tove Edfeldt gör ett bra jobb med det hon har att utgå ifrån så blir Hannah ingen skön tjej), denn sie sei prätentiös, selbstgerecht und ziemlich nervig (pretentiös, självgod och ganska jobbig).
Jenny Rickardson von Expressen meint, das größte Problem des Films läge darin (Och däri ligger också filmens största problem), dass er die Lebensweisheiten einer 18-jährigen ernst nehme (tas på fullaste allvar), weswegen es unfreiwillig parodistisch (ofrivilligt parodiskt) wirke. Ebenso sei der Film unsympathisch, plump und respektlos (osympatisk, klumpig och respektlös). Und man solle sich lieber die CD von The Knife kaufen (Köp soundtracket med The Knife i stället.).

## Hintergrund
- Der Filmsoundtrack stammt von der schwedischen Indie-Electro-Band The Knife. Er wurde am 26. November 2003 veröffentlicht und war eine Woche lang in den schwedischen Charts auf Platz auf 51 vertreten.[4]
- Einige Sprechrollen im Film wurden mit Laiendarstellern besetzt, die zuvor noch nie in einem Film mitspielten. Darunter sind Adnan Zorlak (Edin), Bibjana Mustafaj (Milena), Elsa Aurell (Moa Nosslin), Kushtrim Sulejmani  (Mirsad), Wossen Ericson  (Yasmine), und Martin Henoch  (David).
- Nach Honungsvargar, Ich hätte Nein sagen können und Katzenjammer ist Hannah med H die vierte Drehbucharbeit von Annika Thor, die sie für die Regisseurin Christina Olofson leistete.
- Per Nilsson, Drehbuchautor und Autor der Romanvorlage, hat einen Cameoauftritt als Lehrer.
- Beim tschechischen Jugend- und Kinderfilmfest in Zlín erhielt der Film 2004 den Miloš Macourek Award.